# グータンヌーボ
『グータンヌーボ』（Gout Temps Nouveau）は、2006年4月12日から2012年3月21日まで、毎週水曜日23:00 - 23:30（JST）に、関西テレビの制作によりフジテレビ系列で放送されていたトークバラエティ番組。2006年3月22日まで同時間帯で放送されていた『空飛ぶグータン〜自分探しバラエティ〜』のリニューアル版である。
本記事では、2019年1月16日から火曜深夜に関西テレビでレギュラー放送されていた『グータンヌーボ2』についても説明する。

## 概要
基本的な内容は、前身番組の『空飛ぶグータン〜自分探しバラエティ〜』で実施された「自分探しパーティー」と同じである。MCが毎週交代（2週連続の場合もある）で、女性ゲスト2人と3時間をともにする。その様子をMC3人と男性ゲスト1人をスタジオに呼び、モニタリングして恋愛トークを展開する。『空飛ぶグータン』では移動に高級車リムジンを使っていたが『グータンヌーボ』ではタクシーに変更された。そして食事する場所決めをすることがなくなり、番組が用意した場所でハシゴするようになった。最後にMCにゲストから携帯でメールが送られてくる（例外として中村玉緒の場合はVTRだった）。しかし、2009年のリニューアルからメールが紹介されることは少なくなり、番組が募集したテーマに沿った視聴者からの答えが紹介されるようになった（その内容は自分の体験談から、賛成か反対を仰ぐ2択などさまざまだが、すべて恋愛に関することである）。その後、スタジオトークを展開し、男性ゲストが「女の謎」についての質問にMC3人が答える（最近は恋愛マニュアルを紹介・実践する）。初回放送分と優香の誕生日にあたる2007年6月27日放送分は男性ゲストを呼ばず、ほぼVTRで進行した。また初回の放送ではグータン3姉妹という設定で、それぞれに呼び名をつけ、江角は長女でマッキー、内田は次女でウッチー、優香は三女でユッピーと番組で呼び合うことになった。
「グータンシリーズ」の最初の番組は2004年4月から放送されていた『グータン〜自分探しバラエティ〜』である。シリーズの番組の中で『グータンヌーボ』がもっとも長く続いた。
『空飛ぶグータン』同様、テレビでは放送できないことが流出直前になると字幕が表示される。タレントや女優だけでなく普段バラエティーには出演しない歌手やアスリートも多数出演している珍しい番組である。番組HPでは、その週の内容紹介とともに、イラストレーター相場康則によるMCを含む毎回のロケ・スタジオゲストの似顔絵が掲載されている。
2006年9月13日には、フジテレビ制作の『ココリコミラクルタイプ』（『水10!』後半枠）と合体した特別番組『ココリコグータンミラクルヌーボタイプ「結婚の理想と現実」90分SP』（フジテレビと関西テレビの共同制作。番組配信はフジテレビ側が担当）を放送し、視聴率19.2%を記録。優香、江角、内田が「ココリコミラクルタイプ」に、当番組にココリコがゲスト出演をした。2007年3月28日に第2弾が放送され、ココリコと八嶋智人が当番組にゲスト出演し、江角の自宅でパーティーを実施した。
2006年11月15日は番組冒頭で放送事故が発生した。
2007年10月3日 21:00 - 23:18には『グータンシリーズ』スペシャル第2弾&2時間半拡大版『大グータンヌーボ 恋する女たち勢ぞろい&初ドラマSP!』を放送。司会の3人、ユースケ・サンタマリア、水嶋ヒロ、元グータンレギュラーであった松嶋尚美らが登場するテレビドラマ『グータンな女たち』を放送。ドラマ制作は共同テレビである。そしてトークでは松嶋と同じ元グータンレギュラーであった篠原涼子が出演。全員共演することはなかったものの、現グータンレギュラーと元グータンレギュラーの夢のコラボレーションも実現した。なお、番組初のゴールデンタイム・プライムタイムでの放送となった。
2008年以降、春・秋の番組改編期や年末年始には22:00 - 23:24に1時間半の拡大版が放送されていた。
2008年4月9日放送分より、初代のグータンレギュラーであった松嶋が3年ぶりにレギュラー復帰した。それと同時にスタジオセット、アニメーションなどをリニューアルした。姉妹構成が長女・江角、次女・松嶋、三女・内田、四女・優香となる。
2008年4月16日よりパソコンと携帯電話でのメールマガジンを開始。ゲストがMCに送るメール・MCのスタイリングチェック情報・お菓子やグルメ情報などを掲載。
2009年9月30日放送分をもって長女・江角は産休、三女・内田が卒業（実質的には10月7日の番外編が最後で、偶然だが江角と内田はともに妊娠していた）。10月14日放送分から片瀬那奈が江角の代理として、長谷川潤が新MCとしてそれぞれ登場。同時に姉妹構成が長女・松嶋、次女・優香、三女・片瀬、四女・長谷川となり、番組ロゴやセットが大幅に変更された。また、リニューアルに合わせて地上アナログ放送ではレターボックス（画面上下に黒帯を付加したアスペクト比16:9の画面）での放送形式に変更された。
2010年2月17日放送分より江角が復帰するのに伴い、江角の代理だった片瀬が2月10日放送分で降板。これにより、姉妹構成は江角が長女、松嶋が次女、優香が三女、長谷川が四女に変更される。
2011年3月23日放送分の岡村隆史・白石美帆出演のVTRを撮影中に東北地方太平洋沖地震（東日本大震災）が発生。当日の予定がはっきりしないため、余震が続く中でも収録が続けられ、予定通り放送された。
2011年4月20日放送分より、女性のみであるが、観客を入れての公開放送を開始。
2011年6月1日放送分より、男性3人が女性1人に携帯電話メールで1週間やり取りして、最終日に女性がデートしたい男性を選ぶ「メル友グータン」が番組の一企画として開始。初回はアンジャッシュの渡部建が司会を務め、スピードワゴンの小沢一敬、フルーツポンチの村上健志、俳優の山崎樹範がタレントの南明奈とのデートをかけて戦った。
2012年1月までの平均視聴率は12.2%を獲得していたが、2012年3月をもって放送終了。『グータン〜自分探しバラエティ〜』から続いた「グータンシリーズ」は、約8年間の放送の歴史に幕を下ろした。
2019年1月からは放送時間帯とレギュラー出演者を一新する形で約7年ぶりのレギュラー放送が再開された。

### コーナー
取り調べグータンコーナーは、優香が「取り調べグータン」と言ってスタート。MCが男性ゲストに順番に質問する。質問内容はゲストによって異なるが似たような質問の場合もある。回答後に回答内容に関して皆でトークする。
聞き込みグータンコーナーは、2010年4月7日からスタートした取り調べグータンに代わるコーナー。男性ゲストをよく知っている女性3人にゲストについて聞き込むというもの。聞き込む相手は芸能人とは限らない。

## MC
番組では姉妹として扱われている。
- 江角マキコ
  - 長女。以前バラパラ枠で『江角マキコの恋愛の科学』（1998年10月 - 1999年3月）の司会を担当したことがあり、それ以来のレギュラーMCとなる。第2子出産を控えた2009年9月30日放送分で産休に入り、2010年2月17日放送分から復帰したが、2011年7月6日は同じ曜日に主演ドラマ『ブルドクター』（日本テレビ）の初回放送があったが、この番組のレギュラー出演で、23時までの6分の拡大となった。
- 優香
  - 三女→四女。前身番組『グータン〜自分探しバラエティ〜』『空飛ぶグータン〜自分探しバラエティ〜』から引き続き出演。初代「グータン」からの唯一のレギュラーメンバー。
- 内田恭子
  - 次女→三女。フジテレビ退社・フリーアナウンサー転向後、初のレギュラー番組。2009年9月30日放送分で降板。のちに妊娠していたことが判明した。
- 松嶋尚美（オセロ）
  - 次女。初代「グータン」のレギュラーメンバーの1人で、水曜23時に移動する際、関西では以前から出演していた『きになるオセロ』（ABCテレビ）と放送時間がかぶったために降板したが、上記番組の終了により2008年4月9日放送分から『グータン〜自分探しバラエティ〜』以来3年ぶりに復帰。
- 長谷川潤
  - 内田の降板後、四女として2009年10月14日放送分から登場。
- 片瀬那奈
  - 江角の産休代理として、三女として2009年10月14日放送分から登場していたが、江角が復帰することになったため、2010年2月10日放送分で降板。

## 放送日・ゲスト
| 放送日         | パーティーゲスト                         | スタジオゲスト※        |
| -------------- | ---------------------------------------- | ---------------------- |
| 2006年4月12日  | （江角マキコ）、（内田恭子）、（優香）   | （なし?）              |
| 2006年4月19日  | 天海祐希、松下奈緒、（江角マキコ）       | 成宮寛貴               |
| 2006年4月26日  | 木佐彩子、杉崎美香、（内田恭子）         | 佐藤隆太               |
| 2006年5月3日   | 高畑淳子、川嶋あい、（優香）             | 市原隼人               |
| 2006年5月10日  | MEGUMI、加藤ローサ、（江角マキコ）       | 佐々木蔵之介           |
| 2006年5月17日  | 鈴木亜美、片瀬那奈、（内田恭子）         | 品川祐                 |
| 2006年5月24日  | 阿川佐和子、押切もえ、（優香）           | 橘慶太                 |
| 2006年5月31日  | 平山あや、ソニン、（江角マキコ）         | リュ・シウォン         |
| 2006年6月7日   | 瀬戸朝香、坂下千里子、（内田恭子）       | ウド鈴木               |
| 2006年6月14日  | 香椎由宇、藤田志穂、（優香）             | マギー                 |
| 2006年6月21日  | 若槻千夏、堀北真希、（江角マキコ）       | 宮迫博之               |
| 2006年6月28日  | 奥菜恵、小野真弓、（内田恭子）           | 高橋克実               |
| 2006年7月5日   | 内山理名、有坂来瞳、（優香）             | ウエンツ瑛士           |
| 2006年7月12日  | 櫻井淳子、国仲涼子、（江角マキコ）       | 塚本高史               |
| 2006年7月19日  | RIKACO、小泉里子、（内田恭子）           | 山本"KID"徳郁          |
| 2006年7月26日  | りょう、瀬戸早妃、（優香）               | 温水洋一               |
| 2006年8月2日   | 黒田知永子、鈴木紗理奈、（江角マキコ）   | 竹中直人               |
| 2006年8月9日   | 石田ゆり子、木村多江、（江角マキコ）     | 西川貴教               |
| 2006年8月16日  | 相川七瀬、あんじ、（優香）               | 岩城滉一               |
| 2006年8月23日  | 中野美奈子、千野志麻、（内田恭子）       | ユースケ・サンタマリア |
| 2006年8月30日  | 市川由衣、黒川智花、（江角マキコ）       | 速水もこみち           |
| 2006年9月6日   | 中嶋朋子、山口もえ、（内田恭子）         | スガシカオ             |
| 2006年9月13日  | 工藤静香、白石美帆、（江角マキコ）       | ココリコ               |
| 2006年9月20日  | 伊藤裕子、高樹千佳子、（内田恭子）       | 土田晃之               |
| 2006年10月11日 | 小柳ゆき、小倉優子、（江角マキコ）       | 山本耕史               |
| 2006年10月18日 | 森下千里、マリエ、（優香）               | 袴田吉彦               |
| 2006年10月25日 | 酒井若菜、さくら、（内田恭子）           | 三村マサカズ           |
| 2006年11月1日  | アン・ハサウェイ、中川翔子、（内田恭子） | 河口恭吾               |
| 2006年11月8日  | 黒谷友香、ほしのあき、（江角マキコ）     | 金子昇                 |
| 2006年11月15日 | 今井美樹、BONNIE PINK、（内田恭子）      | 中尾明慶               |
| 2006年11月22日 | 菅野美穂、矢井田瞳、（優香）             | タカアンドトシ         |
| 2006年11月29日 | 佐田真由美、知花くらら、（優香）         | 蛍原徹                 |
| 2006年12月13日 | 伊藤由奈、浅尾美和、（内田恭子）         | 松田翔太               |
| 2006年12月20日 | 麻木久仁子、安めぐみ、（江角マキコ）     | 古田敦也               |

| 放送日         | パーティーゲスト                                   | スタジオゲスト※                                                                  |
| -------------- | -------------------------------------------------- | -------------------------------------------------------------------------------- |
| 2007年1月10日  | 釈由美子、田中美保、（優香）                       | 高田純次                                                                         |
| 2007年1月17日  | 神田うの、若林史江、（内田恭子）                   | 寺島進                                                                           |
| 2007年1月24日  | 藤田朋子、岩佐真悠子、（江角マキコ）               | 要潤                                                                             |
| 2007年1月31日  | 佐藤藍子、夏川純、（優香）                         | 船越英一郎                                                                       |
| 2007年2月7日   | 羽田美智子、鈴木蘭々、（内田恭子）                 | 藤井隆                                                                           |
| 2007年2月14日  | 宮地真緒、misono、（江角マキコ）                   | 沢村一樹                                                                         |
| 2007年2月21日  | 中村玉緒、ユンソナ、（内田恭子）                   | 劇団ひとり                                                                       |
| 2007年3月7日   | 小島奈津子、しずちゃん（山崎静代）、（江角マキコ） | 山ちゃん（山里亮太）                                                             |
| 2007年3月14日  | 乙葉、長谷部優、（優香）                           | 金子賢                                                                           |
| 2007年3月21日  | 青木さやか、酒井彩名、（江角マキコ）               | 小木博明                                                                         |
| 2007年3月28日  | 松下由樹、坂井真紀、（江角マキコ）                 | ココリコ、八嶋智人                                                               |
| 2007年4月11日  | SHEILA、松本莉緒、（内田恭子）                     | 寺脇康文                                                                         |
| 2007年4月18日  | 戸田恵梨香、磯山さやか、（優香）                   | 津田寛治                                                                         |
| 2007年4月25日  | 板谷由夏、後藤真希、（優香）                       | チュートリアル                                                                   |
| 2007年5月2日   | 神田沙也加、土岐田麗子、（江角マキコ）             | 千原ジュニア                                                                     |
| 2007年5月9日   | 山本梓、里田まい、（江角マキコ）                   | 草彅剛                                                                           |
| 2007年5月16日  | 宝生舞、鈴木砂羽、（江角マキコ）                   | 塩谷瞬                                                                           |
| 2007年5月23日  | 山口紗弥加、鈴木杏、（優香）                       | 細川茂樹                                                                         |
| 2007年5月30日  | 山本モナ、山口美沙、（内田恭子）                   | ゴリ                                                                             |
| 2007年6月6日   | 斉藤由貴、美波、（江角マキコ）                     | 杉浦太陽                                                                         |
| 2007年6月13日  | ともさかりえ、星野真里、（優香）                   | 村上信五                                                                         |
| 2007年6月20日  | 菊川怜、Sowelu、（内田恭子）                       | 石原良純                                                                         |
| 2007年6月27日  | （江角マキコ）、（内田恭子）、（優香）             | （なし）                                                                         |
| 2007年7月4日   | 石田ひかり、佐藤仁美、（江角マキコ）               | 小出恵介                                                                         |
| 2007年7月11日  | マギー・Q、国分佐智子、（優香）                    | 猪八戒（伊藤淳史）                                                               |
| 2007年7月18日  | 江口ともみ、川田亜子、（内田恭子）                 | 須藤元気                                                                         |
| 2007年7月25日  | 菊池麻衣子、あびる優、（江角マキコ）               | 筧利夫                                                                           |
| 2007年8月1日   | 加藤夏希、浅見れいな、（優香）                     | 中村俊介                                                                         |
| 2007年8月8日   | 水野美紀、須藤理彩、（内田恭子）                   | ケンドーコバヤシ                                                                 |
| 2007年8月15日  | akko、熊田曜子、（江角マキコ）                     | 徳永英明                                                                         |
| 2007年8月22日  | HITOE、原史奈、（優香）                            | 哀川翔                                                                           |
| 2007年8月29日  | Chara、AKEMI、（内田恭子）                         | 笑福亭鶴瓶                                                                       |
| 2007年9月5日   | 戸田恵子、高杉さと美、（江角マキコ）               | 野村忠宏                                                                         |
| 2007年9月12日  | 木下優樹菜、佐藤めぐみ、（江角マキコ）             | KREVA                                                                            |
| 2007年9月19日  | 大河内奈々子、吉井怜、（内田恭子）                 | ほっしゃん。                                                                     |
| 2007年9月26日  | 中越典子、笛木優子、（優香）                       | 阿部力                                                                           |
| 2007年10月3日  | 篠原涼子、ジャガー横田、（江角マキコ）             | 坂口憲二、東幹久、宮迫博之、 加藤ローサ、白石美帆、鈴木砂羽、 misono、木下優樹菜 |
| 2007年10月17日 | 内田有紀、田中美里、（内田恭子）                   | （なし）                                                                         |
| 2007年10月24日 | 小嶺麗奈、長谷川潤、（優香）                       | 小栗旬                                                                           |
| 2007年10月31日 | 久保純子、金城綾乃、（江角マキコ）                 | 上川隆也                                                                         |
| 2007年11月7日  | 前田愛、黒川芽以、（内田恭子）                     | 高岡蒼甫                                                                         |
| 2007年11月14日 | 畑野ひろ子、宇野実彩子、（江角マキコ）             | 城田優                                                                           |
| 2007年11月21日 | 中澤裕子、村治佳織、（内田恭子）                   | 山本裕典                                                                         |
| 2007年11月28日 | 芦名星、木下ココ、（優香）                         | 天野ひろゆき                                                                     |
| 2007年12月12日 | 梅宮アンナ、スザンヌ、（内田恭子）                 | AKIRA                                                                            |
| 2007年12月19日 | 荒川静香、相川梨絵、（江角マキコ）                 | 神木隆之介                                                                       |

| 放送日         | パーティーゲスト                                   | スタジオゲスト※          |
| -------------- | -------------------------------------------------- | ------------------------ |
| 2008年1月9日   | 上田桃子、真木よう子、（優香）                     | 小日向文世               |
| 2008年1月16日  | 永作博美、MEG、（江角マキコ）                      | 半田健人                 |
| 2008年1月23日  | 南明奈、清宮佑美、（内田恭子）                     | 忍成修吾                 |
| 2008年1月30日  | 藤澤恵麻、川合千春、（優香）                       | 小池徹平                 |
| 2008年2月6日   | 鶴田真由、岩堀せり、（江角マキコ）                 | 石田卓也                 |
| 2008年2月13日  | 長谷川理恵、山崎真実、（内田恭子）                 | 宮川大輔                 |
| 2008年2月20日  | 眞鍋かをり、大桑マイミ、（江角マキコ）             | 佐藤隆太                 |
| 2008年3月5日   | BoA、瀬戸カトリーヌ、（優香）                      | 山崎弘也                 |
| 2008年3月12日  | KCO、山本未來、（内田恭子）                        | 金子貴俊                 |
| 2008年3月19日  | 小池栄子、中村中、（優香）                         | 載寧龍二                 |
| 2008年4月9日   | （松嶋尚美）、（江角マキコ）、（内田恭子）         | DAIGO                    |
| 2008年4月16日  | 矢沢心、加賀美セイラ、（松嶋尚美）                 | イトキン                 |
| 2008年4月23日  | 京野ことみ、西山茉希、（優香）                     | 志村けん                 |
| 2008年4月30日  | 井上和香、吉瀬美智子、（江角マキコ）               | 魔裟斗                   |
| 2008年5月7日   | 高岡早紀、田丸麻紀、（松嶋尚美）                   | 上地雄輔                 |
| 2008年5月14日  | 臼田あさ美、長瀬実夕、（内田恭子）                 | 中村優一                 |
| 2008年5月21日  | 柳原可奈子、岡本玲、（優香）                       | 藤井フミヤ               |
| 2008年5月28日  | 田中麗奈、滝沢沙織、（江角マキコ）                 | 田中圭                   |
| 2008年6月4日   | 松田美由紀、ギャル曽根、（松嶋尚美）               | 溝端淳平                 |
| 2008年6月11日  | 片瀬那奈、古閑美保、（優香）                       | 世界のナベアツ           |
| 2008年6月18日  | 辺見えみり、谷村奈南、（内田恭子）                 | 山田親太朗               |
| 2008年6月25日  | 米倉涼子、鈴木砂羽、（江角マキコ）                 | 西川貴教                 |
| 2008年7月2日   | リア・ディゾン、藤井リナ、（優香）                 | 佐藤智仁（現・佐藤祐基） |
| 2008年7月9日   | インリン・オブ・ジョイトイ、西山繭子、（松嶋尚美） | ウエンツ瑛士             |
| 2008年7月16日  | 近藤サト、東原亜希、（内田恭子）                   | 土田晃之                 |
| 2008年7月23日  | 矢口真里、北川弘美、（江角マキコ）                 | 堺雅人                   |
| 2008年7月30日  | Crystal Kay、EMI、（松嶋尚美）                     | 大友康平                 |
| 2008年8月6日   | 小野真弓、福田萌、（優香）                         | 西島隆弘                 |
| 2008年8月13日  | 加護亜依、山本梓、（内田恭子）                     | 吉沢悠                   |
| 2008年8月20日  | 松本莉緒、金子絵里、（江角マキコ）                 | 細田よしひこ             |
| 2008年8月27日  | 山口もえ、上原歩、（松嶋尚美）                     | 篠山輝信                 |
| 2008年9月3日   | 安田美沙子、エリーローズ、（優香）                 | 平岡祐太                 |
| 2008年9月10日  | 伊藤裕子、森泉、（内田恭子）                       | MAKIDAI                  |
| 2008年9月17日  | 酒井美紀、石原さとみ、（江角マキコ）               | 鈴木一真                 |
| 2008年10月8日  | 宮地真緒、西川史子、（松嶋尚美）                   | 水嶋ヒロ                 |
| 2008年10月15日 | 三浦理恵子、小沢真珠、（内田恭子）                 | 生田斗真                 |
| 2008年10月22日 | ソン・イェジン、阿部美穂子、（優香）               | 間寛平                   |
| 2008年10月29日 | ソン・ヘギョ、笛木優子、（優香）                   | 成宮寛貴                 |
| 2008年11月5日  | マリエ、福田沙紀、（松嶋尚美）                     | 渡部豪太                 |
| 2008年11月12日 | 平原綾香、いとうあいこ、（優香）                   | 田辺誠一                 |
| 2008年11月19日 | 森貴美子、益若つばさ、（江角マキコ）               | 相葉弘樹                 |
| 2008年11月26日 | 鈴木紗理奈、若槻千夏、（内田恭子）                 | 岡島秀樹                 |
| 2008年12月10日 | 浜口京子、優木まおみ、（優香）                     | 柴田英嗣                 |
| 2008年12月17日 | YOU、小倉優子、（松嶋尚美）                        | 沢村一樹                 |

| 放送日         | パーティーゲスト                                                                                           | スタジオゲスト※                             |
| -------------- | --- | ------------------------------------------- |
| 2009年1月7日   | 高橋尚子、佐藤仁美、（江角マキコ）                                                                         | 佐藤健                                      |
| 2009年1月14日  | 山田優、上原美佐、（優香）                                                                                 | 設楽統                                      |
| 2009年1月21日  | 美優、矢野未希子、（松嶋尚美）                                                                             | 南原清隆                                    |
| 2009年1月28日  | 吉川ひなの、大沢あかね、（江角マキコ）                                                                     | 田中将大                                    |
| 2009年2月4日   | 大黒摩季、押切もえ、（内田恭子）                                                                           | 山崎樹範                                    |
| 2009年2月11日  | 相川七瀬、宝生舞、（松嶋尚美）                                                                             | 田中直樹                                    |
| 2009年2月18日  | 木下優樹菜、マイコ、（江角マキコ）                                                                         | つるの剛士                                  |
| 2009年3月4日   | 森理世、上原美優、（優香）                                                                                 | 中村蒼                                      |
| 2009年3月11日  | 貫地谷しほり、徳澤直子、（内田恭子）                                                                       | 上地雄輔                                    |
| 2009年3月18日  | JUJU、長谷川潤、（松嶋尚美）                                                                               | 内田朝陽                                    |
| 2009年4月8日   | 土屋アンナ、小泉里子、（優香） 天海祐希、吉高由里子、（江角マキコ）、（優香）                              | 二宮和也、矢作兼 徳井義実、世界のナベアツ   |
| 2009年4月15日  | チェ・ジウ、ソニン、（松嶋尚美）                                                                           | （なし）                                    |
| 2009年4月22日  | ほしのあき、今宿麻美、（内田恭子）                                                                         | 椎名桔平                                    |
| 2009年4月29日  | りょう、木佐彩子、（内田恭子）                                                                             | 高岡蒼甫                                    |
| 2009年5月6日   | 渡辺満里奈、藤本美貴、（江角マキコ）                                                                       | 石垣佑磨                                    |
| 2009年5月13日  | 生方ななえ、LIZA、（松嶋尚美）                                                                             | 遠藤雄弥                                    |
| 2009年5月20日  | 観月ありさ、吉井怜、（優香）                                                                               | 大東俊介                                    |
| 2009年5月27日  | キム・ヨナ、阿部美穂子、（内田恭子）                                                                       | 市原隼人                                    |
| 2009年6月3日   | BONNIE PINK、hitomi、（江角マキコ）                                                                        | 遠藤憲一                                    |
| 2009年6月10日  | 伊藤由奈、川嶋あい、（松嶋尚美）                                                                           | DAIGO                                       |
| 2009年6月17日  | 冨永愛、SHELLY、（江角マキコ）                                                                             | オードリー                                  |
| 2009年6月24日  | 里田まい、JYONGRI、（内田恭子）                                                                            | 千原ジュニア                                |
| 2009年7月1日   | 星野真里、ともさかりえ、（優香）                                                                           | 石黒英雄                                    |
| 2009年7月8日   | 吉澤ひとみ、浦浜アリサ、（松嶋尚美）                                                                       | 姜暢雄                                      |
| 2009年7月15日  | 宮坂絵美里、小森純、（江角マキコ）                                                                         | GACKT                                       |
| 2009年7月22日  | MINMI、加藤夏希、（優香）                                                                                  | 與真司郎                                    |
| 2009年7月29日  | 知花くらら、島谷ひとみ、（内田恭子）                                                                       | 吉川晃司                                    |
| 2009年8月5日   | 真山景子、千紗、（松嶋尚美）                                                                               | 豊原功補                                    |
| 2009年8月12日  | 三倉茉奈、高部あい、（江角マキコ）                                                                         | 濱口優                                      |
| 2009年8月19日  | Salyu、仲里依紗、（優香）                                                                                  | SU                                          |
| 2009年8月26日  | 田中美里、神戸蘭子、（松嶋尚美）                                                                           | 横山剣                                      |
| 2009年9月2日   | 有村実樹、青山レイラ、（内田恭子）                                                                         | ISSA                                        |
| 2009年9月9日   | 磯山さやか、西野カナ、（優香）                                                                             | 渡部建                                      |
| 2009年9月16日  | AI、ヨンア、（江角マキコ）                                                                                 | 岡田義徳                                    |
| 2009年9月30日  | 中野美奈子、本田朋子、（内田恭子） 香里奈、能世あんな、えれな、（江角マキコ） 唐沢寿明、上川隆也、藤原竜也 | 千原ジュニア、矢作兼、 劇団ひとり、中野裕太 |
| 2009年10月7日  | （なし）                                                                                                   | 千原ジュニア、矢作兼、 劇団ひとり、中野裕太 |
| 2009年10月14日 | 伴都美子、スザンヌ、（長谷川潤）                                                                           | 土田晃之                                    |
| 2009年10月21日 | BENI、鈴木杏、（片瀬那奈）                                                                                 | 小出恵介                                    |
| 2009年10月28日 | 安倍なつみ、小島聖、（優香）                                                                               | VERBAL                                      |
| 2009年11月4日  | 辻希美、大屋夏南、（片瀬那奈）                                                                             | 要潤                                        |
| 2009年11月11日 | 白石美帆、NANA、（松嶋尚美）                                                                               | 谷原章介                                    |
| 2009年11月18日 | 入山法子、大和田美帆、（長谷川潤）                                                                         | 小池徹平                                    |
| 2009年11月25日 | 西山茉希、穂のか、（優香）                                                                                 | 田中圭                                      |
| 2009年12月9日  | 高垣麗子、LISA、（松嶋尚美）                                                                               | 山本裕典                                    |
| 2009年12月16日 | misono、佐津川愛美、（片瀬那奈）                                                                           | ウエンツ瑛士                                |

| 2010年1月2日   | 佐藤隆太、上地雄輔、坂本勇人 細川茂樹、濱口優、亀田興毅 藤原紀香、蛯原友里、（優香） りょう、藤本美貴、（長谷川潤） | 西島秀俊                             |               |                                          |                              |
| 2010年1月6日   | 2009年もう1度見たいランキング                                                                                       | 西島秀俊                             |               |                                          |                              |
| 2010年1月13日  | 柴本幸、上木彩矢、（優香）                                                                                          | 赤西仁                               |               |                                          |                              |
| 2010年1月20日  | 内山理名、Nanami、（片瀬那奈）                                                                                      | 瀬戸康史                             |               |                                          |                              |
| 2010年1月27日  | 伊藤千晃、舟山久美子、（長谷川潤）                                                                                  | 生田斗真                             |               |                                          |                              |
| 2010年2月3日   | SHIHO、東原亜希、（松嶋尚美）                                                                                       | 堺雅人                               |               |                                          |                              |
| 2010年2月10日  | 杏、May J.、（片瀬那奈）                                                                                            | はんにゃ                             |               |                                          |                              |
| 2010年2月17日  | （江角マキコ）、（松嶋尚美）、（優香）、（長谷川潤）                                                                | マツコ・デラックス                   | 2010年2月24日 | 鈴木サチ、道端アンジェリカ、（長谷川潤） | 平岡祐太                     |
| 2010年3月10日  | 飯島直子、Kelly、（松嶋尚美）                                                                                       | 松田翔太                             | 2010年3月17日 | JUJU、佐田真由美、（優香）               | CHEMISTRY                    |
| 2010年4月7日   | 山田優、依布サラサ、（江角マキコ）                                                                                  | 小泉孝太郎                           |               |                                          |                              |
| 2010年4月14日  | MEGUMI、長谷部優、（長谷川潤）                                                                                      | JOY                                  | 2010年4月21日 | 小池栄子、上原多香子、（優香）           | 岡村隆史                     |
| 2010年4月28日  | IMALU、紗羅マリー、（松嶋尚美）                                                                                     | 魔裟斗                               |               |                                          |                              |
| 2010年5月5日   | 田畑智子、大島麻衣、（江角マキコ）                                                                                  | ユージ                               |               |                                          |                              |
| 2010年5月12日  | 福原美穂、トリンドル玲奈、（長谷川潤）                                                                              | 大東俊介                             |               |                                          |                              |
| 2010年5月19日  | 安達祐実、はいだしょうこ、（松嶋尚美）                                                                              | 市原隼人                             |               |                                          |                              |
| 2010年5月26日  | 梨花、友近、（優香）                                                                                                | ジャルジャル                         |               |                                          |                              |
| 2010年6月2日   | イモトアヤコ、ブレンダ、（長谷川潤）                                                                                | （なし）                             |               |                                          |                              |
| 2010年6月9日   | 米倉涼子、鈴木砂羽、（江角マキコ）                                                                                  | TAKAHIRO                             |               |                                          |                              |
| 2010年6月23日  | 草刈民代、Crystal Kay、（松嶋尚美）                                                                                 | コン・テユ                           | 2010年6月30日 | （なし）                                 | マツコ・デラックス、谷原章介 |
| 2010年7月7日   | 西川史子、浜島直子、（江角マキコ）                                                                                  | 柳葉敏郎                             |               |                                          |                              |
| 2010年7月14日  | 石原さとみ、安座間美優、（長谷川潤）                                                                                | 成宮寛貴                             |               |                                          |                              |
| 2010年7月21日  | 須藤理彩、山本優希、（松嶋尚美）                                                                                    | 田村亮                               |               |                                          |                              |
| 2010年7月28日  | 東尾理子、菊川怜、（優香）京都ロケ                                                                                  | 塚本高史                             |               |                                          |                              |
| 2010年8月4日   | 倉科カナ、平野綾、（江角マキコ）                                                                                    | 永井大                               |               |                                          |                              |
| 2010年8月11日  | 後藤真希、夏帆、（長谷川潤）                                                                                        | 早乙女太一                           |               |                                          |                              |
| 2010年8月18日  | 押切もえ、中川翔子、（松嶋尚美）                                                                                    | 近藤真彦                             |               |                                          |                              |
| 2010年8月25日  | 木村多江、AI、（優香）                                                                                              | 中尾明慶                             |               |                                          |                              |
| 2010年9月1日   | 豊田エリー、板井麻衣子、（江角マキコ）                                                                              | 佐野和真                             |               |                                          |                              |
| 2010年9月8日   | 芦名星、道端カレン、（長谷川潤）                                                                                    | トータス松本                         |               |                                          |                              |
| 2010年9月15日  | 伊藤英明、加藤雅也、佐藤隆太                                                                                        | 加藤あい                             |               |                                          |                              |
| 2010年9月22日  | 谷村美月、YUKA、（松嶋尚美）                                                                                        | 三浦春馬                             |               |                                          |                              |
| 2010年10月6日  | AI、（優香） 香里奈、片瀬那奈、（優香）                                                                             | 蛯原友里、高垣麗子、 滝沢沙織、SHIHO |               |                                          |                              |
| 2010年10月20日 | 太田莉菜、SHELLY、（長谷川潤）                                                                                      | USA                                  |               |                                          |                              |
| 2010年10月27日 | 藤井リナ、谷村奈南、（松嶋尚美）                                                                                    | ピース                               |               |                                          |                              |
| 2010年11月3日  | BONNIE PINK、ヨンア、（江角マキコ）                                                                                 | K                                    |               |                                          |                              |
| 2010年11月10日 | 小倉優子、AMO、（優香）                                                                                             | 林遣都                               |               |                                          |                              |
| 2010年11月17日 | Chara、清原亜希、（松嶋尚美）                                                                                       | ケンドーコバヤシ                     |               |                                          |                              |
| 2010年11月24日 | （なし） | 滝沢秀明、ロッチ                     |               |                                          |                              |
| 2010年12月1日  | 南明奈、マイコ、（長谷川潤）                                                                                        | 五十嵐隼士                           |               |                                          |                              |
| 2010年12月8日  | 黒谷友香、鈴木紗理奈、（江角マキコ）                                                                                | miCKun                               |               |                                          |                              |
| 2010年12月15日 | マツコ・デラックス、小池栄子、（優香） 萬田久子、夏木マリ、浅田美代子 坂口憲二、小池徹平、遠藤憲一                  | 中村獅童、雨上がり決死隊             |               |                                          |                              |
| 2010年12月22日 | いとうあさこ、鈴木えみ、（優香）                                                                                    | 敦士                                 |               |                                          |                              |

| 放送日         | パーティーゲスト | スタジオゲスト※                               |
| -------------- | --- | --------------------------------------------- |
| 2011年1月12日  | （なし） | ISSA、NON STYLE                               |
| 2011年1月19日  | 大政絢、佐藤かよ、（長谷川潤） | 松岡充                                        |
| 2011年1月26日  | 水原希子、里海、（松嶋尚美） | 田辺誠一                                      |
| 2011年2月2日   | 長谷川理恵、眞鍋かをり、（松嶋尚美） | 上地雄輔                                      |
| 2011年2月9日   | 藤原紀香、益若つばさ、（優香） | 笑い飯                                        |
| 2011年2月16日  | 小嶋陽菜、柏木由紀、指原莉乃、（優香） | オリエンタルラジオ                            |
| 2011年3月2日   | 冨永愛、木下優樹菜、（江角マキコ） | しずる                                        |
| 2011年3月9日   | 千原ジュニア、高岡蒼甫、AKIRA | 千原せいじ                                    |
| 2011年3月16日  | スザンヌ、くみっきー、（松嶋尚美） | 今井翼                                        |
| 2011年3月23日  | 岡村隆史、白石美帆、IMALU、（江角マキコ） 秋吉久美子、高木美保、大桃美代子 新企画『反省会グータン』NANA、小森純、武田修宏、渡部建、山崎樹範、後藤淳平、（優香）、（長谷川潤） | NANA、ジャルジャル                            |
| 2011年4月6日   | 天海祐希、マツコ・デラックス、（江角マキコ） | 中村蒼                                        |
| 2011年4月20日  | 中谷美紀、南果歩、宮本信子 | 勝地涼                                        |
| 2011年4月27日  | 新企画『クッキングータン』 杏、倉科カナ、（江角マキコ） | 五十嵐圭                                      |
| 2011年5月4日   | 西山茉希、トリンドル玲奈、藤森慎吾、福徳秀介、西島隆弘、（優香） | トリンドル玲奈、藤森慎吾、福徳秀介            |
| 2011年5月11日  | 片瀬那奈、道端アンジェリカ、大鶴義丹、若林正恭、金田哲、（長谷川潤） | 道端アンジェリカ、金田哲                      |
| 2011年5月18日  | AI、福原美穂、（長谷川潤） | （なし）                                      |
| 2011年5月25日  | 堤真一、綾瀬はるか、岡田将生 | （なし）                                      |
| 2011年6月1日   | 新企画『メル友グータン』 | 南明奈、渡部建、山崎樹範、 小沢一敬、村上健志 |
| 2011年6月8日   | 向井理、山本裕典、五十嵐隼士 | （なし）                                      |
| 2011年6月15日  | 香里奈、山田優、（長谷川潤） | （なし）                                      |
| 2011年6月22日  | いとうあさこ、真山景子、前園真聖、坪倉由幸、益子卓郎、（優香） | 坪倉由幸、益子卓郎                            |
| 2011年6月29日  | 神戸蘭子、大島麻衣、濱口優、篠山輝信、吉村崇、（長谷川潤） | 濱口優                                        |
| 2011年7月6日   | 新企画『初デートグータン』南明奈、村上健志 | 南明奈、村上健志、金田哲                      |
| 2011年7月13日  | 小池栄子、JUJU、（優香） | （なし）                                      |
| 2011年7月20日  | 佐藤江梨子、鈴木亜美、小沢一敬、板倉俊之、浜野謙太、（優香） | 小沢一敬、板倉俊之                            |
| 2011年7月27日  | （なし） | 千紗、渡部建、岩尾望、 大林健二、篠山輝信     |
| 2011年8月3日   | 片瀬那奈、矢野未希子、河北麻友子、村上純、ユージ、五十嵐圭 | 伊藤淳史、仲村トオル                          |
| 2011年8月10日  | 熊田曜子、芹那、平山浩行、中尾明慶、コカドケンタロウ、（長谷川潤） | 芹那                                          |
| 2011年8月17日  | 新企画『江角グータン』前編 （江角マキコ） | 芦田愛菜                                      |
| 2011年8月24日  | 新企画『江角グータン』後編 （江角マキコ） | （なし）                                      |
| 2011年8月31日  | 白石美帆、SHELLY、伊藤千晃、福田充徳、要潤、DAIGO | 福田充徳                                      |
| 2011年9月7日   | 桐谷健太、吉村崇、井岡一翔 | （なし）                                      |
| 2011年9月14日  | 篠原涼子、佐藤浩市、山田孝之、加藤雅也、寺島進、香川照之 | （なし）                                      |
| 2011年9月28日  | 篠原涼子、佐藤浩市、山田孝之、加藤雅也、寺島進、香川照之 ミムラ、桜庭ななみ、（長谷川潤）                                                                                     | （なし）                                      |
| 2011年10月12日 | 新企画『グータン恋愛相談室 グッとアンサー』 大久保佳代子、小森純、西山茉希、渡部建、ISSA、伊達みきお、（優香）                                                                | 渡部建                                        |
| 2011年10月19日 | 香里奈、吉高由里子、大島優子、（長谷川潤） | （なし）                                      |
| 2011年10月26日 | 河北麻友子、千紗、葛岡碧、綾部祐二、真栄田賢、山田親太朗 | 河北麻友子、綾部祐二                          |
| 2011年11月2日  | 仲里依紗、平愛梨、（優香） | （なし）                                      |
| 2011年11月9日  | 米倉涼子、冨永愛、（江角マキコ） | （なし）                                      |
| 2011年11月16日 | 『グータン恋愛相談室 グッとアンサー』 NANA、小森純、西山茉希、渡部建、ISSA、伊達みきお、（優香）                                                                              | 伊達みきお                                    |
| 2011年11月23日 | 『江角グータン』磯山さやか、藤井悠、仁科仁美、（江角マキコ） | タッキー&翼                                   |
| 2011年11月30日 | 『江角グータン』磯山さやか、藤井悠、仁科仁美、（江角マキコ） | 生田斗真                                      |
| 2011年12月14日 | 片瀬那奈、浅見れいな、ローラ、芹那、大鶴義丹、藤森慎吾、五十嵐隼士、ユージ | 藤森慎吾                                      |
| 2011年12月21日 | 瑛太、丸山隆平、宇梶剛士 | （なし）                                      |

| 放送日        | パーティーゲスト                                              | スタジオゲスト※ |
| ------------- | ------------------------------------------------------------- | --------------- |
| 2012年1月11日 | 『ホームパーティーグータン』岡本玲、夏菜、瀧本美織            | （なし）        |
| 2012年1月18日 | IKKO、KABA.ちゃん、はるな愛、（長谷川潤）                     | （なし）        |
| 2012年1月25日 | 新企画『リアル合コングータン』坪倉由幸、金田哲、村上健志      | 坪倉由幸        |
| 2012年2月1日  | グータン Premium Night                                        | （なし）        |
| 2012年2月8日  | 役所広司、小栗旬、古舘寛治 グータン Premium Night未公開シーン | （なし）        |
| 2012年2月15日 | ICONIQ、南明奈、（長谷川潤）                                  | （なし）        |
| 2012年2月22日 | 藤原紀香、きゃりーぱみゅぱみゅ、（優香）                      | （なし）        |
| 2012年3月14日 | 松田翔太、新井浩文、高橋ジョージ                              | （なし）        |
| 2012年3月21日 | （江角マキコ）、（優香）、（長谷川潤）                        | （なし）        |

※スタジオゲストは「男子代表」として紹介されている。また、「空飛ぶグータン」時代に出演した女性ゲストも一部いる。
放送内容脚注
1. 1 2  ココリコグータンミラクルヌーボタイプ
2. ↑  放送日が優香の誕生日に当たり、一種のバースデースペシャル（ちょっとしたドッキリ?あり）として放送された回。
3. ↑  大グータンヌーボ
4. ↑  超グータン世界進出スペシャル!
5. ↑  超グータン男逆襲スペシャル
6. ↑  超グータン男も女も新春初告白スペシャル
7. ↑  長谷川が6月5日に誕生日を迎えるに当たり、ハワイグータンを放送した回
8. ↑  映画「THE LAST MESSAGE 海猿」出演者による男グータン
9. ↑  今年もあと3ヶ月スペシャル
10. 1 2  聞き込み2本立てSP
11. ↑  THE PREMIUM グータン
12. ↑  ザ・プレミアムグータン90分スペシャル

## ドラマ・グータンヌーボな女たち
各自の元彼が登場している。

### キャスト
- 山田マキ子（カリスマ主婦モデル） - 江角マキコ
- 田中優香（派遣社員） - 優香
- 内野恭子（ホテルマン） - 内田恭子
- 是枝遼（『いつも行く店』の店員） - 水嶋ヒロ
- 小清水進（寿司職人。優香の元彼） - 堤下敦（インパルス）
- 嵯峨沢誠一（IT企業社長・恭子の合コン相手） - 高杉瑞穂
- まどか（ホテル勤務で、恭子の同僚） - 松嶋尚美（オセロ）
- まどかの友人 - 片瀬那奈
- マキ子を撮るカメラマン - 加藤ローサ
- 安藤優一（自称画家。恭子の元彼） - ユースケ・サンタマリア
- 小池（優香の派遣先の上司） - 内村光良（ウッチャンナンチャン）
- 山田次郎（広告代理店勤務、マキ子の夫） - 八嶋智人

### ドラマスタッフ
- 脚本 - 松田裕子
- 総合演出 - 飯島冬貴（ケイマックス）
- 監督 - 土方政人

## グータンヌーボ2
2019年1月16日から2021年12月22日まで『グータンヌーボ2』（グータンヌーボヌーボ）が関西テレビで毎週水曜日 0:25 - 0:55（火曜深夜、JST）に放送されていた。当初「2」は関西ローカルであったが、フジテレビを除く同系列局にて順次ネット拡大している（詳細は#ネット局と放送時間参照）。MCは長谷川京子、田中みな実、滝沢カレン、西野七瀬が務める。田中がMCを務めるのは、『ちょっとザワつくイメージ調査 もしかしてズレてる?』以来2年ぶりとなる。
2019年12月11日放送分をもって滝沢カレンが番組MCを卒業した。2020年1月4日（土曜）15:15 - 16:30に放送された「グータンヌーボ2 新MC発表SP」にて滝沢の後任として満島真之介が新たにMCとして加わった。
制作局の関西テレビでは2020年10月から12月まで毎週土曜日 10:33 - 11:03（JST）に再放送されていた。
関西テレビにおいて、令和時代最初に放送された自社制作番組は、本番組の第16回である（2019年5月1日未明の0:55 - 1:25に放送）。
2021年5月19日・26日放送分では西野七瀬の代役MCとして西野と乃木坂46時代の同期だった白石麻衣がスタジオにも登場した。
レギュラー放送終了後の2022年1月10日(月曜)22:30 - 23:24（JST）に全国ネットで1時間スペシャルが放送された。同年7月4日・10月17日・2024年9月23日の月曜22:00 - 22:54（JST）、及び2023年1月9日・4月10日・7月10日・2024年1月8日・7月1日の月曜22:30 - 23:24（JST）、2025年1月13日の月曜22:49 - 23:53（JST）に全国ネットで1時間スペシャルが放送されている。

### MC
- 長谷川京子
- 田中みな実
- 滝沢カレン
- 西野七瀬
- 満島真之介

### 放送日・ゲスト
| 放送日   | ロケゲスト                                                       | 備考                                                                                               |
| -------- | ---------------------------------------------------------------- | -------------------------------------------------------------------------------------------------- |
| 01月16日 | 優香、松嶋尚美、（長谷川京子）                                   | |
| 01月23日 | 早見あかり、みちょぱ、（田中みな実）                             | 0:41 - 1:11に放送（16分繰り下げ）。                                                                |
| 01月30日 | 青山テルマ、横澤夏子、（滝沢カレン）                             | |
| 02月06日 | 飯豊まりえ、まひる（ガンバレルーヤ）、（西野七瀬）               | |
| 02月13日 | 釈由美子、平野ノラ、（長谷川京子）                               | |
| 02月20日 | 山口紗弥加、片瀬那奈、（田中みな実）                             | |
| 02月27日 | 高橋真麻、山口真由、（滝沢カレン）                               | |
| 03月06日 | 若槻千夏、ゆきぽよ、（西野七瀬）                                 | 0:26 - 0:56に放送（1分繰り下げ）。                                                                 |
| 03月13日 | 近藤千尋、王林（りんご娘）、（長谷川京子）                       | |
| 03月20日 | 田中道子、エリーローズ、（田中みな実）                           | |
| 03月27日 | 菊地亜美、木嶋真優、（滝沢カレン）                               | 0:55 - 1:25に放送（30分繰り下げ）。                                                                |
| 04月03日 | 朝日奈央、田中芽衣、（西野七瀬）                                 | |
| 04月10日 | 吉田明世、山本美月、（長谷川京子）                               | |
| 04月17日 | 高橋ユウ、中野恵那、（田中みな実）                               | 0:45 - 1:15に放送（20分繰り下げ）。                                                                |
| 04月24日 | ホラン千秋、畠山愛理、（滝沢カレン）                             | |
| 05月01日 | Niki、岡田結実、（西野七瀬）                                     | 0:55 - 1:25に放送（30分繰り下げ）。                                                                |
| 05月08日 | LISA、金子恵美、（長谷川京子）                                   | 0:45 - 1:15に放送（20分繰り下げ）。                                                                |
| 05月15日 | きゃりーぱみゅぱみゅ、ブルゾンちえみ、（西野七瀬）               | |
| 05月22日 | 浜口京子、市川紗椰、（滝沢カレン）                               | 0:35 - 1:05に放送（10分繰り下げ）。                                                                |
| 05月29日 | AYA、森理世、（田中みな実）                                      | |
| 06月05日 | バービー、筧美和子、（滝沢カレン）                               | |
| 06月12日 | 丸山桂里奈、木下優樹菜、（長谷川京子）                           | |
| 06月19日 | 宇垣美里、菜波、（西野七瀬）                                     | 1:35 - 2:05に放送（70分繰り下げ）。                                                                |
| 06月26日 | 篠原涼子、堀本陽子、（田中みな実）                               | |
| 07月03日 | 橋本マナミ、宇野実彩子、（長谷川京子）                           | |
| 07月10日 | 知花くらら、真野恵里菜、（田中みな実）                           | |
| 07月17日 | 大久保佳代子、阿部桃子、（滝沢カレン）                           | |
| 07月24日 | 関取花、伊藤ニーナ、（西野七瀬）                                 | |
| 07月31日 | 藤本美貴、馬場ももこ、（長谷川京子）                             | |
| 08月07日 | 松島花、秋山ゆずき、（田中みな実）                               | |
| 08月14日 | 福田彩乃、楓（E-girls）、（滝沢カレン）                          | |
| 08月21日 | IMALU、河北麻友子、（西野七瀬）                                  | |
| 08月28日 | 辻希美、小春（チャラン・ポ・ランタン）、（滝沢カレン）           | |
| 09月04日 | アンミカ、山口もえ、（長谷川京子）                               | |
| 09月11日 | 相川七瀬、ラブリ、（田中みな実）                                 | |
| 09月18日 | 高田秋、鈴木友菜、（西野七瀬）                                   | |
| 09月25日 | LINA（MAX）、板野友美、（長谷川京子）                            | |
| 10月02日 | 野崎萌香、トリンドル玲奈、（田中みな実）                         | |
| 10月09日 | 雛形あきこ、emma、（滝沢カレン）                                 | |
| 10月16日 | 平祐奈、久間田琳加、（西野七瀬）                                 | |
| 10月23日 | 高岡早紀、MEGUMI、（長谷川京子）                                 | |
| 10月30日 | 土屋炎伽、谷まりあ、（田中みな実）                               | |
| 11月06日 | 中野信子、スザンヌ、（滝沢カレン）                               | |
| 11月13日 | 金澤美穂、奈緒、（西野七瀬）                                     | |
| 11月20日 | 小柳ゆき、鈴木亜美、（長谷川京子）                               | |
| 11月27日 | ソニン、長井短、（田中みな実）                                   | |
| 12月04日 | 千葉雄大、片寄涼太（GENERATIONS from EXILE TRIBE）、亜生（ミキ） | 2019年11月15日に東京・豊洲PITにて開催された『グータンヌーボ2 Girls Meeting』公開収録の模様を放送。 |
| 12月11日 | 剛力彩芽、近藤春菜(ハリセンボン)、（滝沢カレン）                 | |

| 放送日   | ロケゲスト                                                              | 備考                                |
| -------- | ----------------------------------------------------------------------- | ----------------------------------- |
| 01月15日 | 安藤なつ（メイプル超合金）、西山茉希、（田中みな実）                    |                                     |
| 01月22日 | 玄理、岡崎紗絵、（長谷川京子）                                          |                                     |
| 01月29日 | 鈴木奈々、生見愛瑠、（西野七瀬）                                        |                                     |
| 02月05日 | 武井壮、小澤征悦、（満島真之介）                                        |                                     |
| 02月12日 | Matt、鈴木愛理、（田中みな実）                                          |                                     |
| 02月19日 | 川村エミコ（たんぽぽ）、高橋愛、（西野七瀬）                            |                                     |
| 02月26日 | 熊田曜子、倖田來未、（長谷川京子）                                      |                                     |
| 03月04日 | 日高光啓（AAA）、兼近大樹（EXIT）、（満島真之介）                       |                                     |
| 03月11日 | 松田ゆう姫、玉城ティナ、（田中みな実）                                  |                                     |
| 03月18日 | すみれ、安井友梨、（長谷川京子）                                        |                                     |
| 03月25日 | 数原龍友（GENERATIONS from EXILE TRIBE）、朝倉海、（満島真之介）        |                                     |
| 04月01日 | おのののか、岡本莉音、（西野七瀬）                                      |                                     |
| 04月08日 | 鈴木紗理奈、わたなべ麻衣、（長谷川京子）                                |                                     |
| 04月15日 | 佐藤大樹（EXILE/FANTASTICS from EXILE TRIBE）、よしあき、（満島真之介） |                                     |
| 04月22日 | 狩野舞子、RENA、（長谷川京子）                                          |                                     |
| 04月29日 | KENZO（DA PUMP）、尾上右近、（満島真之介）                              |                                     |
| 05月20日 | Dream Ami、堀田茜、（田中みな実）                                       |                                     |
| 05月27日 | 最上もが、NANAMI、（西野七瀬）                                          | 0:35 - 1:05に放送（10分繰り下げ）。 |
| 06月03日 | ローラ、バービー、（田中みな実）                                        |                                     |
| 06月10日 | いとうあさこ、LiLiCo、（長谷川京子）                                    |                                     |
| 06月17日 | 朝日奈央、ねお、（西野七瀬）                                            | 0:40 - 1:10に放送（15分繰り下げ）。 |
| 06月24日 | りんたろー。（EXIT）、DJ松永（Creepy Nuts）、（満島真之介）             |                                     |
| 07月01日 | ミラクルひかる、安斉かれん、（長谷川京子）                              |                                     |
| 07月08日 | 松丸亮吾、吉野北人（THE RAMPAGE from EXILE TRIBE）、（満島真之介）      |                                     |
| 07月15日 | 福田麻貴(3時のヒロイン)、江野沢愛美、（西野七瀬）                       |                                     |
| 07月22日 | 黒沢かずこ(森三中)、ミチ、（田中みな実）                                |                                     |
| 07月29日 | 秋元才加、宮澤エマ、（長谷川京子）                                      |                                     |
| 08月05日 | 松本まりか、朝比奈彩、（田中みな実）                                    |                                     |
| 08月12日 | 丸山礼、大友花恋、（西野七瀬）                                          |                                     |
| 08月19日 | 武田真治、おばたのお兄さん、（満島真之介）                              |                                     |
| 08月26日 | Crystal Kay、入来茉里、（長谷川京子）                                   |                                     |
| 09月02日 | 遊井亮子、黒谷友香、（田中みな実）                                      |                                     |
| 09月09日 | はら(ゆにばーす)、松本穂香、（西野七瀬）                                |                                     |
| 09月16日 | 高橋茂雄(サバンナ)、休日課長(ゲスの極み乙女。)、（満島真之介）          |                                     |
| 09月23日 | オカリナ(おかずクラブ)、白石聖、(長谷川京子)                            |                                     |
| 09月30日 | 伊藤沙莉、山下リオ、（田中みな実）                                      |                                     |
| 10月07日 | 古畑星夏、香音、（西野七瀬）                                            |                                     |
| 10月14日 | 武尊、林家たま平、（満島真之介）                                        |                                     |
| 10月21日 | ヨシダナギ、大島由香里、(長谷川京子)                                    |                                     |
| 10月28日 | 高橋メアリージュン、新川優愛、（田中みな実）                            |                                     |
| 11月04日 | ゆん(ヴァンゆん)、瑛茉ジャスミン、（西野七瀬）                          |                                     |
| 11月11日 | 白濱亜嵐(EXILE/GENERATIONS from EXILE TRIBE)、横川尚隆、（満島真之介）  |                                     |
| 11月18日 | 光浦靖子（オアシズ）、ミッツ・マングローブ、(長谷川京子)                |                                     |
| 11月25日 | 萬波ユカ、武田玲奈、(田中みな実)                                        |                                     |
| 12月02日 | 市川猿之助、濱家隆一(かまいたち)、（満島真之介）                        |                                     |
| 12月09日 | 村上佳菜子、鶴嶋乃愛、（西野七瀬）                                      |                                     |
| 12月16日 | 広瀬香美、藤原紀香、(長谷川京子)                                        |                                     |
| 12月23日 | 水原希子、サーヤ(ラランド)、(田中みな実)                                |                                     |

| 放送日   | ロケゲスト                                                                | 備考                               |
| -------- | ------------------------------------------------------------------------- | ---------------------------------- |
| 01月06日 | 落合知也、稲葉友、（満島真之介）                                          |                                    |
| 01月13日 | 稲村亜美、Hina(FAKY)、（西野七瀬）                                        |                                    |
| 01月20日 | 神崎恵、香里奈、（長谷川京子）                                            |                                    |
| 01月27日 | 真飛聖、鳥飼茜、(田中みな実)                                              | 0:26 - 0:56に放送（1分繰り下げ）。 |
| 02月03日 | ROLAND、Hiro(MY FIRST STORY)、（満島真之介）                              |                                    |
| 02月10日 | ハラミちゃん、今井アンジェリカ、（西野七瀬）                              |                                    |
| 02月17日 | 犬山紙子、浅田舞、（長谷川京子）                                          |                                    |
| 02月24日 | 高橋みなみ、薄幸（納言）、(田中みな実)                                    |                                    |
| 03月03日 | 井上裕介(NON STYLE)、後上翔太（純烈）、(満島真之介)                       |                                    |
| 03月10日 | 中田クルミ、ヒコロヒー、(西野七瀬)                                        |                                    |
| 03月17日 | 土屋アンナ、木南清香、(長谷川京子)                                        |                                    |
| 03月24日 | 齊藤工、山田孝之、(満島真之介)                                            |                                    |
| 04月07日 | aya、松井愛莉、(田中みな実)                                               |                                    |
| 04月14日 | 佐野玲於(GENERATIONS from EXILE TRIBE)、大野雄大(Da-iCE）、(満島真之介)   |                                    |
| 04月21日 | 水原佑果、岩倉美里(蛙亭)、（西野七瀬）                                    |                                    |
| 04月28日 | 森泉、YOU、（長谷川京子）                                                 |                                    |
| 05月05日 | 若槻千夏、馬淵優佳、（田中みな実）                                        |                                    |
| 05月12日 | 藤原しおり、水田あゆみ、（長谷川京子）                                    |                                    |
| 05月19日 | 横澤夏子、堀田茜、（白石麻衣）                                            |                                    |
| 05月26日 | 中島美嘉、吉田朱里、（田中みな実）                                        |                                    |
| 06月02日 | 佐藤晴美、井上咲楽、（西野七瀬）                                          |                                    |
| 06月09日 | 大橋未歩、大沢あかね、（長谷川京子）                                      |                                    |
| 06月16日 | 與真司郎（AAA）、伊藤俊介（オズワルド）、(満島真之介)                     |                                    |
| 06月23日 | 高岡早紀、chay、（田中みな実）                                            |                                    |
| 06月30日 | 小芝風花、よしこ（ガンバレルーヤ）、（西野七瀬）                          |                                    |
| 07月07日 | 小島瑠璃子、バービー（フォーリンラブ）、（長谷川京子）                    |                                    |
| 07月14日 | 峯岸みなみ、福田萌子、（田中みな実）                                      |                                    |
| 07月21日 | 森崎ウィン、長谷川慎（THE RAMPAGE from EXILE TRIBE）、（満島真之介）      |                                    |
| 07月28日 | 美山加恋、和田彩花、(西野七瀬)                                            |                                    |
| 08月11日 | 八木アリサ、村瀬紗英、（田中みな実）                                      |                                    |
| 08月18日 | 松坂桃李、早乙女太一、（満島真之介）                                      |                                    |
| 08月25日 | 貴島明日香、ゆうちゃみ、(西野七瀬)                                        |                                    |
| 09月01日 | hitomi、益若つばさ、（長谷川京子）                                        |                                    |
| 09月08日 | 野呂佳代、柳ゆり菜、（田中みな実）                                        |                                    |
| 09月15日 | 菊地亜美、平野美宇、(西野七瀬)                                            |                                    |
| 09月22日 | 工藤大輝（Da-iCE）、工藤阿須加、(満島真之介)                              |                                    |
| 09月29日 | 入江陵介、小森隼（GENERATIONS from EXILE TRIBE）、(満島真之介)            |                                    |
| 10月06日 | 矢沢心、竹内由恵、（長谷川京子）                                          |                                    |
| 10月13日 | IVAN、佐藤仁美、（田中みな実）                                            |                                    |
| 10月20日 | 森星、山﨑ケイ（相席スタート）、（長谷川京子）                            |                                    |
| 10月27日 | 酒井美紀、中村仁美、（長谷川京子）                                        |                                    |
| 11月03日 | 三戸なつめ、北原里英、（田中みな実）                                      |                                    |
| 11月10日 | ゆりやんレトリィバァ、近藤千尋、(西野七瀬)                                |                                    |
| 11月17日 | 今市隆二（三代目 J SOUL BROTHERS from EXILE TRIBE）、ユージ、(満島真之介) |                                    |
| 11月24日 | 紗栄子、高橋真麻、（長谷川京子）                                          |                                    |
| 12月01日 | 大久保佳代子、フワちゃん、（田中みな実）                                  |                                    |
| 12月08日 | 今井翼、神尾楓珠、(満島真之介)                                            |                                    |
| 12月15日 | 滝沢カレン、近藤春菜(ハリセンボン)、(西野七瀬)                            |                                    |
| 12月22日 | （長谷川京子）、(田中みな実)、(西野七瀬)、(満島真之介)                    |                                    |

| 放送日   | ロケゲスト                                                | 備考 |
| -------- | --------------------------------------------------------- | ---- |
| 01月10日 | 浜辺美波、藤田ニコル、(田中みな実）                       |      |
| 01月10日 | 尾上松也、水谷隼、(満島真之介）                           |      |
| 07月04日 | 東方神起（ユンホ、チャンミン）、間宮祥太朗、(満島真之介） |      |
| 07月04日 | 比嘉愛未、ヒコロヒー、(田中みな実）                       |      |
| 10月17日 | 菊池風磨（Sexy Zone）、千葉雄大、(満島真之介）            |      |
| 10月17日 | 内田理央、筧美和子、(西野七瀬）                           |      |
| 10月17日 | 吉瀬美智子、板谷由夏、(長谷川京子）                       |      |

| 放送日   | ロケゲスト                                    | 備考 |
| -------- | --------------------------------------------- | ---- |
| 01月09日 | 草彅剛、杉野遥亮、(満島真之介）               |      |
| 01月09日 | 岩井勇気（ハライチ）、鈴木伸之、(田中みな実） |      |
| 01月09日 | RIKACO、飯島直子、(長谷川京子）               |      |
| 04月10日 | 北村匠海、吉沢亮、(満島真之介）               |      |
| 04月10日 | IKKO、萬田久子、(長谷川京子）                 |      |
| 04月10日 | MEGUMI、神崎恵、(田中みな実）                 |      |
| 07月10日 | 成田凌、渡辺翔太(Snow Man)、(満島真之介）     |      |
| 07月10日 | 森七菜、間宮祥太朗、神尾楓珠、吉川愛          |      |
| 07月10日 | デヴィ夫人、鈴木紗理奈、(長谷川京子)          |      |

| 放送日   | ロケゲスト                                                                          | 備考 |
| -------- | ----------------------------------------------------------------------------------- | ---- |
| 01月08日 | 芝大輔（モグライダー）、向井康二（Snow Man）、木梨憲武（とんねるず）、(満島真之介） |      |
| 01月08日 | 中条あやみ、堀田真由、森川葵、(西野七瀬）                                           |      |
| 07月01日 | 松岡茉優、滝沢カレン、（田中みな実）                                                |      |
| 07月01日 | ウエンツ瑛士、松田元太(Travis Japan)、(満島真之介)                                  |      |
| 09月23日 | 深澤辰哉（Snow Man）、谷川航、(満島真之介）                                         |      |
| 09月23日 | ジェシー（SixTONES）、八嶋智人、(満島真之介）                                       |      |

| 放送日   | ロケゲスト                                                           | 備考 |
| -------- | -------------------------------------------------------------------- | ---- |
| 01月13日 | SAKURA(LE SSERAFIM)、指原莉乃、(田中みな実)                          |      |
| 01月13日 | 中島裕翔(Hey! Say! JUMP)、河井ゆずる(アインシュタイン)、(満島真之介) |      |

## エンディングテーマ

### グータンヌーボ
2007年4月11日放送分よりエンディングテーマが流れるようになった。下記の通り、2か月 - 3か月ごとに変更される。
| 放送日                 | 歌手名                 | 曲名                                                          |
| ---------------------- | ---------------------- | ------------------------------------------------------------- |
| 2007年4月 - 5月        | COOLON                 | Today                                                         |
| 2007年6月 - 7月        | ナナムジカ             | 愛の歌                                                        |
| 2007年8月 - 9月        | みつき                 | 青い風                                                        |
| 2007年10月 - 11月      | Ailie                  | 大丈夫。                                                      |
| 2007年12月 - 2008年1月 | Sowelu                 | Still lovin' you                                              |
| 2008年2月 - 3月        | 森翼                   | あいつの彼女                                                  |
| 2008年4月 - 5月        | SUEMITSU & THE SUEMITH | ID                                                            |
| 2008年6月 - 7月        | 奥村初音               | 夏色の恋                                                      |
| 2008年8月 - 9月        | 干場かなえ             | Oh We Are!                                                    |
| 2008年10月 - 11月      | RYTHEM                 | Like a Friend                                                 |
| 2008年12月 - 2009年1月 | 奥村初音               | 負けないココロ                                                |
| 2009年2月 - 3月        | May'n                  | Glorious Heart                                                |
| 2009年4月 - 5月        | SunSet Swish           | 浪漫少年                                                      |
| 2009年6月 - 7月        | 初音                   | 恋に出逢った夏 feat.KEN THE 390                               |
| 2009年8月 - 9月        | 南波志帆               | それでも言えない YOU&I                                        |
| 2009年10月 - 12月      | Safarii                | もしあの日に別れなければ                                      |
| 2010年1月 - 3月        | JUJU                   | Ready for love                                                |
| 2010年4月 - 6月        | 福原美穂               | もしかして                                                    |
| 2010年7月 - 9月        | AI                     | For my Sister feat. Judith Hill（グータンヌーボ・バージョン） |
| 2010年10月12月         | Chara                  | Toy Soldier                                                   |
| 2011年1月 - 3月        | 西野カナ               | beloved                                                       |
| 2011年4月 - 6月        | 福原美穂               | O2 featuring AI                                               |
| 2011年7月 - 9月        | JUJU                   | Love again                                                    |
| 2011年10月 - 12月      | 加藤ミリヤ             | Baby tell me                                                  |
| 2012年1月 - 3月        | ハナエ                 | BLACK BERRY                                                   |

- 2007年4月11日からハイビジョン制作で、2009年10月14日よりレターボックスでの放送に移行した。
- 放送開始から2007年7月4日までメールが送られてくる携帯はNTT DoCoMoの機種を使用し、KDDIがスポンサーとなったことで同年7月11日からはauの機種を使用している。

### グータンヌーボ2
| 放送日                 | 歌手名     | 曲名              |
| ---------------------- | ---------- | ----------------- |
| 2019年1月16日 - 不明   | RIRI       | HONEY             |
| 不明                   | 當山みれい | Let Me Know       |
| 不明                   | 安田レイ   | fortunes          |
| 2020年 - 不明          | milet      | Without Your Love |
| 不明                   | Aimer      | Work it out       |
| 2021年1月6日 - 6月30日 | yama       | クローバー        |
| 7月7日 -               | Myuk       | あふれる          |

## ネット局と放送時間

### グータンヌーボ
| 放送対象地域   | 放送局                  | 系列                                         | 放送日時                     | ネット状況 | 備考                |
| -------------- | ----------------------- | -------------------------------------------- | ---------------------------- | ---------- | ------------------- |
| 近畿広域圏     | 関西テレビ(KTV)         | フジテレビ系列                               | 水曜 23:00 - 23:30           | 制作局     |                     |
| 北海道         | 北海道文化放送(uhb)     | フジテレビ系列                               | 水曜 23:00 - 23:30           | 同時ネット |                     |
| 岩手県         | 岩手めんこいテレビ(mit) | フジテレビ系列                               | 水曜 23:00 - 23:30           | 同時ネット |                     |
| 宮城県         | 仙台放送(OX)            | フジテレビ系列                               | 水曜 23:00 - 23:30           | 同時ネット |                     |
| 秋田県         | 秋田テレビ(AKT)         | フジテレビ系列                               | 水曜 23:00 - 23:30           | 同時ネット |                     |
| 山形県         | さくらんぼテレビ(SAY)   | フジテレビ系列                               | 水曜 23:00 - 23:30           | 同時ネット |                     |
| 福島県         | 福島テレビ(FTV)         | フジテレビ系列                               | 水曜 23:00 - 23:30           | 同時ネット |                     |
| 関東広域圏     | フジテレビ(CX)          | フジテレビ系列                               | 水曜 23:00 - 23:30           | 同時ネット |                     |
| 新潟県         | 新潟総合テレビ(NST)     | フジテレビ系列                               | 水曜 23:00 - 23:30           | 同時ネット |                     |
| 長野県         | 長野放送(NBS)           | フジテレビ系列                               | 水曜 23:00 - 23:30           | 同時ネット |                     |
| 静岡県         | テレビ静岡(SUT)         | フジテレビ系列                               | 水曜 23:00 - 23:30           | 同時ネット |                     |
| 富山県         | 富山テレビ(BBT)         | フジテレビ系列                               | 水曜 23:00 - 23:30           | 同時ネット |                     |
| 石川県         | 石川テレビ(ITC)         | フジテレビ系列                               | 水曜 23:00 - 23:30           | 同時ネット |                     |
| 福井県         | 福井テレビ(FTB)         | フジテレビ系列                               | 水曜 23:00 - 23:30           | 同時ネット |                     |
| 中京広域圏     | 東海テレビ(THK)         | フジテレビ系列                               | 水曜 23:00 - 23:30           | 同時ネット |                     |
| 島根県・鳥取県 | 山陰中央テレビ(TSK)     | フジテレビ系列                               | 水曜 23:00 - 23:30           | 同時ネット |                     |
| 岡山県・香川県 | 岡山放送(OHK)           | フジテレビ系列                               | 水曜 23:00 - 23:30           | 同時ネット |                     |
| 広島県         | テレビ新広島(tss)       | フジテレビ系列                               | 水曜 23:00 - 23:30           | 同時ネット |                     |
| 愛媛県         | テレビ愛媛(EBC)         | フジテレビ系列                               | 水曜 23:00 - 23:30           | 同時ネット |                     |
| 高知県         | 高知さんさんテレビ(KSS) | フジテレビ系列                               | 水曜 23:00 - 23:30           | 同時ネット |                     |
| 福岡県         | テレビ西日本(TNC)       | フジテレビ系列                               | 水曜 23:00 - 23:30           | 同時ネット |                     |
| 佐賀県         | サガテレビ(STS)         | フジテレビ系列                               | 水曜 23:00 - 23:30           | 同時ネット |                     |
| 長崎県         | テレビ長崎(KTN)         | フジテレビ系列                               | 水曜 23:00 - 23:30           | 同時ネット |                     |
| 熊本県         | テレビくまもと(TKU)     | フジテレビ系列                               | 水曜 23:00 - 23:30           | 同時ネット |                     |
| 鹿児島県       | 鹿児島テレビ(KTS)       | フジテレビ系列                               | 水曜 23:00 - 23:30           | 同時ネット |                     |
| 沖縄県         | 沖縄テレビ(OTV)         | フジテレビ系列                               | 水曜 23:00 - 23:30           | 同時ネット |                     |
| 大分県         | テレビ大分(TOS)         | 日本テレビ系列 フジテレビ系列                | 土曜 0:58 - 1:28（金曜深夜） | 遅れネット | [ 注 15 ]           |
| 宮崎県         | テレビ宮崎(UMK)         | フジテレビ系列 日本テレビ系列 テレビ朝日系列 | 日曜 23:00 - 23:30           | 遅れネット | [ 注 16 ]           |
| 青森県         | 青森朝日放送(ABA)       | テレビ朝日系列                               | 金曜 0:15 - 0:45（木曜深夜） | 遅れネット | [ 注 17 ] [ 注 18 ] |

### グータンヌーボ2
| 放送対象地域   | 放送局                  | 系列                          | 放送時間                     | 放送期間                       | ネット状況 | 備考      |
| -------------- | ----------------------- | ----------------------------- | ---------------------------- | ------------------------------ | ---------- | --------- |
| 近畿広域圏     | 関西テレビ(KTV)         | フジテレビ系列                | 水曜 0:25 - 0:55（火曜深夜） | 2019年1月16日 - 2021年12月22日 | 制作局     |           |
| 福岡県         | テレビ西日本(TNC)       | フジテレビ系列                | 水曜 0:25 - 0:55（火曜深夜） | 2020年1月9日 - 2021年12月22日  | 同時ネット | [ 注 19 ] |
| 北海道         | 北海道文化放送(uhb)     | フジテレビ系列                | 火曜 0:25 - 0:55（月曜深夜） | 2019年4月2日 - 不明            | 遅れネット |           |
| 岡山県・香川県 | 岡山放送(OHK)           | フジテレビ系列                | 木曜 1:00 - 1:30（水曜深夜） | 2019年4月2日 - 不明            | 遅れネット |           |
| 高知県         | 高知さんさんテレビ(KSS) | フジテレビ系列                | 火曜 1:20 - 1:50（月曜深夜） | 2019年4月2日 - 不明            | 遅れネット |           |
| 静岡県         | テレビ静岡(SUT)         | フジテレビ系列                | 水曜 0:30 - 1:00（火曜深夜） | 2019年4月4日 - 不明            | 遅れネット |           |
| 広島県         | テレビ新広島(TSS)       | フジテレビ系列                | 土曜 0:55 - 1:25（金曜深夜） | 2019年4月6日 - 不明            | 遅れネット |           |
| 中京広域圏     | 東海テレビ(THK)         | フジテレビ系列                | 水曜 0:25 - 0:55（火曜深夜） | 2019年4月6日 - 不明            | 遅れネット | [ 注 20 ] |
| 福島県         | 福島テレビ(FTV)         | フジテレビ系列                | 木曜 0:25 - 0:55（水曜深夜） | 2019年4月6日 - 不明            | 遅れネット |           |
| 長崎県         | テレビ長崎(KTN)         | フジテレビ系列                | 水曜 1:00 - 1:35（火曜深夜） | 2019年4月7日 - 不明            | 遅れネット |           |
| 島根県・鳥取県 | さんいん中央テレビ(TSK) | フジテレビ系列                | 木曜 1:25 - 1:55（水曜深夜） | 2020年4月 - 不明               | 遅れネット |           |
| 大分県         | テレビ大分(TOS)         | 日本テレビ系列 フジテレビ系列 | 水曜 16:20 - 16:50           | 2020年4月 - 不明               | 遅れネット |           |
| 青森県         | 青森朝日放送(ABA)       | テレビ朝日系列                | 日曜 23:55 - 翌0:25          | 2020年4月 - 不明               | 遅れネット |           |
| 宮城県         | 仙台放送(OX)            | フジテレビ系列                | 日曜 14:25 - 14:55           | 2021年4月 - 2022年6月19日      | 遅れネット | [ 注 21 ] |

不定期ネット局
- フジテレビ（関東広域圏・CX） - 2019年6月26日、7月3日に同時ネットで放送[6][注 22]。12月28日（土曜）5:30 - 6:00に遅れネットで放送[注 23]。2020年4月15日（水曜）1:10 - 1:40（4月14日〈火曜〉深夜）、4月22日（水曜）0:55 - 1:25（4月21日〈火曜〉深夜）に遅れネットで放送[注 24]。7月2日（木曜）0:55 - 1:25（7月1日〈水曜〉深夜）、2021年10月20日（水曜）1:55 - 2:25（10月19日〈火曜〉深夜）、10月27日（水曜）2:05 - 2:35（10月26日〈火曜〉深夜）、11月3日（水曜）1:55 - 2:25（11月2日〈火曜〉深夜）、11月10日（水曜）1:55 - 2:25（11月9日〈火曜〉深夜）に遅れネットで放送。
- NST新潟総合テレビ（新潟県・NST） - 2019年6月27日、7月11日（木曜）1:30 - 2:00（6月26日、7月10日〈水曜〉深夜）に遅れネットで放送[注 22]。
- 福井テレビ（福井県・FTB）
- 秋田テレビ（秋田県・AKT） - 2020年5月31日（日曜）、6月7日（日曜）1:45 - 2:15（5月30日〈土曜〉、6月6日〈土曜〉深夜）に遅れネットで放送。

過去のネット局
- 長野放送（長野県・NBS） - 2019年1月30日から3月27日までと、6月26日から7月17日まで[注 22]、通常編成時は制作局と同時刻での遅れネットを実施していた。
- 山梨放送（山梨県・YBS）- 2020年4月から9月まで日曜 0:55 - 1:25（土曜深夜）に遅れネットで放送。

### インターネット配信
| 配信元               | 更新日時        | 配信期間 | 備考                 |
| -------------------- | --------------- | -------- | -------------------- |
| カンテレドーガ       | 水曜 10:00 更新 | 7日      | 最新話限定で無料配信 |
| TVer                 | 水曜 10:00 更新 | 7日      | 最新話限定で無料配信 |
| GYAO!                | 水曜 10:00 更新 | 7日      | 最新話限定で無料配信 |
| Amazonプライムビデオ | 水曜 10:00 更新 |          | 有料会員は全話見放題 |

## スタッフ

### グータンヌーボ
- ナレーション:佐藤政道
- 構成:桜井慎一、すずきB、藤井靖大、たむらようこ、古賀文恵
- リサーチ:フォーミュレーション
- スタジオ技術:深谷高史
- TD（テクニカルディレクター）/SW（スイッチャー）:岩田一巳
- CAM（カメラマン）:小林光行
- 音声:片山勇
- VE（ビデオエンジニア）:土井理沙
- 照明:谷口明美
- ロケ技術:小山茂明、蜜谷司
- ロケ照明:根建勝広
- 美術プロデューサー:柴田慎一郎
- セットデザイン:坪田幸之
- 美術進行:西村貴則
- CG:Vision
- VTR編集:イマジカ
- MA:大木久雄
- 音楽:松下俊彦（ラビットムーンオフィス）
- TK:南田めぐみ
- 海外ロケ協力:菊地寛子
- 編成:尾上太基（KTV）
- 宣伝:北村友香理（KTV）
- AP（アシスタントプロデューサー）:志水大介（K-max）・今井真木子
- AD（アシスタントディレクター）：浅倉俊之・甲斐祥裕・鈴木尚子・近藤新也・久保田暁
- ディレクター:鎗野貴生・松藤豪・鷹中亮介・藤野義明（K-max）
- チーフディレクター:飯島冬貴（K-max）
- プロデューサー:小寺健太（KTV）、小西寛（K-max）
- 技術協力:ニユーテレス、FLT、ウイウイスタジオ、プログレッソ
- 美術協力:フジアール
- 収録スタジオ:レモンスタジオ
- 制作協力:K-max
- 制作著作:関西テレビ

#### 過去のスタッフ（グータンヌーボ）
- プロデューサー:川中康三（KTV）、工藤浩之（K-max）
- ディレクター:加藤雅也・豊福陽子（KTV）、橋本友宏・倉橋雄亮（K-max）
- AP（アシスタントプロデューサー）:佐野拓水（KTV）、大内登（K-max）
- 編成:植村泰之・笠置高弘（KTV）
- 広報:金谷卓也・前田香久（KTV）
- スタジオ技術:長滝淳子
- VE（ビデオエンジニア）:谷古宇利勝、原啓教
- 照明:小井手正夫
- セットデザイン:別所晃吉
- CG:神保宏房
- TK:木下渚

### グータンヌーボ2
- ナレーター:蒲田健
- カメラ:神尾淳
- AUD:宇津木俊宏
- VE:山中颯太
- 照明:根建勝広
- 美術:矢野雄一郎
- デザイン:安部彩（フジテレビ）
- 大道具:中尾健一、畠山茂
- アクリル装飾:日野直治
- 電飾:平野寛
- CGデザイン:PDトウキョウ
- ロゴデザイン:Vision
- 編集:遠藤雄紀
- MA:内山祐希
- 音楽:松下俊彦（ラビットムーンオフィス）
- 協力:スウィッシュ・ジャパン、フジアール、プログレッソ、東京オフラインセンター
- 構成:桜井慎一、永井ふわふわ
- 編成:細川陽子（カンテレ）
- 宣伝:伊藤万里子（カンテレ）
- コンテンツ統括:村谷嶺（カンテレ）、長岡わかな（カンテレ、共に以前はプロデューサー）
- AD:宮代輝道、川井浩貴、池田亮太
- AP:平佐智子・望月麻衣（K-MAX）
- ディレクター:渡辺康史、倉橋雄亮・浅倉俊之・碧山莉那・小田義和（K-MAX、浅倉・小田→以前はAD）【毎週】、山口堅太郎（K-MAX）【週替り】
- プロデューサー:友岡伸介（カンテレ）、今井真木子（以前はAP）
- 演出:板垣忠彦（K-MAX）
- 制作協力:K-MAX（クレジットでの表記なし）
- 制作:カンテレクリエイティブ本部制作局 東京制作部（クレジットでの表記なし）
- 制作著作:カンテレ

#### 過去のスタッフ（グータンヌーボ2）
- 編集:今井敏明、藤野誠一（以前はMA）
- MA:坪野有馬、橋本光平
- 宣伝:糟谷郁美、前田彩佳（共にカンテレ）
- AP:星屋沙希・羽場愛（K-MAX）、鴇田梨乃
- AD:遠藤曜子、松岡剛史、萩原俊樹、児玉頼来
- ディレクター:高橋諒太（カンテレ）、吉野裕二（K-MAX）、近藤創（スナッチ）、岡本圭太（メディアプルポ）、木坂優介、大石橋健太（K-MAX）
- プロデューサー:尾上太基（カンテレ）、工藤浩之（K-MAX）、小西寛（K-MAX）

## 番組タイトルの意味
番組内では「グータンとは楽しくリラックスした趣味の時間」と紹介されているが、フランス語を元にした、番組による造語である。「ヌーボ nouveau」は「新しい」を意味するが、「グータン goût temps」は、仏語の表現として存在しない。仏語で«goût»は「味覚・趣向」（英語でいう“taste”）を、«temps»は「時間」を意味する。しかし、この二語を合わせたイディオムはフランス語圏にはない。

## パロディ
- スポルたん!LIVE（フジ系の仙台放送で放送されているスポーツニュース番組で、不定期に「ラクテンヌーボ」「ベガルタンヌーボ」という選手3人による対談コーナーが放送されている）
- 週刊AKB（テレビ東京）番組内で、「AKビータン」というパロディコーナーがある。
- おねだり!!マスカット（テレビ大阪・テレビ東京）オネダリヌーボ。
- おてんこしゃんこ（千葉テレビ放送）即興ののりちゃんヌーボが一回登場した。